# Diplodactylus
Diplodactylus, del griego clasico διπλόος (diplóos), "doble", y δάκτυλος (dáktulos), "dedo", es un género de geckos de la familia Diplodactylidae. Estos geckos son endémicos de Australia.
Su característica común es que tienen un poco dilatados sus dedos, aunque por otra parte, son un diverso género de lagartos, que contiene tanto especies arbóreas como terrestres. Muchos de ellos son de colores y su cola es una adaptación, ya sea para defensa o para el almacenamiento de grasa.

## Especies
Se reconocen las siguientes 28 especies:
- Diplodactylus barraganae Couper, Oliver & Pepper, 2014.
- Diplodactylus bilybara Couper, Pepper & Oliver, 2014.
- Diplodactylus calcicolus Hutchinson, Doughty & Oliver, 2009.
- Diplodactylus capensis Doughty, Oliver & Adams, 2008.
- Diplodactylus conspicillatus Lucas & Frost, 1897.
- Diplodactylus custos Couper, Oliver & Pepper, 2014.
- Diplodactylus fyfei McDonald, Fenner, Torkkola & Oliver, 2024.[3]
- Diplodactylus fulleri Storr, 1978.
- Diplodactylus furcosus Peters, 1863.
- Diplodactylus galaxias Doughty, Pepper & Keogh, 2010.
- Diplodactylus galeatus Kluge, 1963.
- Diplodactylus granariensis Storr, 1979.
- Diplodactylus hillii Longman, 1915.
- Diplodactylus kenneallyi Storr, 1988.
- Diplodactylus klugei Aplin & Adams, 1998.
- Diplodactylus laevis Sternfeld, 1925.
- Diplodactylus lateroides Doughty & Oliver, 2013.
- Diplodactylus mitchelli Kluge, 1963.
- Diplodactylus nebulosus Doughty & Oliver, 2013.
- Diplodactylus ornatus Gray, 1845.
- Diplodactylus platyurus Parker, 1926.
- Diplodactylus polyophthalmus Günther, 1867.
- Diplodactylus pulcher (Steindachner, 1870).
- Diplodactylus savagei Kluge, 1963.
- Diplodactylus tessellatus (Günther, 1875).
- Diplodactylus tjoritjarinya McDonald, Fenner, Torkkola & Oliver, 2024.[3]
- Diplodactylus vittatus Gray, 1832.
- Diplodactylus wiru Hutchinson, Doughty & Oliver, 2009.